# جوئل سیر
جوئل گراور سِـیِر جونیور (انگلیسی: Joel Sayre؛ ‏ ۱۳ دسامبر ۱۹۰۰ – ۹ سپتامبر ۱۹۷۹) فیلم‌نامه‌نویس اهل ایالات متحده آمریکا بود.
از فیلم‌هایی که وی در آن‌ها نقش داشته‌است، می‌توان به شهرهٔ شهر نیویورک اشاره نمود.